# Serra de Torribalta
La Serra de Torribalta és una serra situada al municipi de Sant Mateu de Bages, a la comarca catalana del Bages, amb una elevació màxima de 572 metres.